# Arbre de Jessè

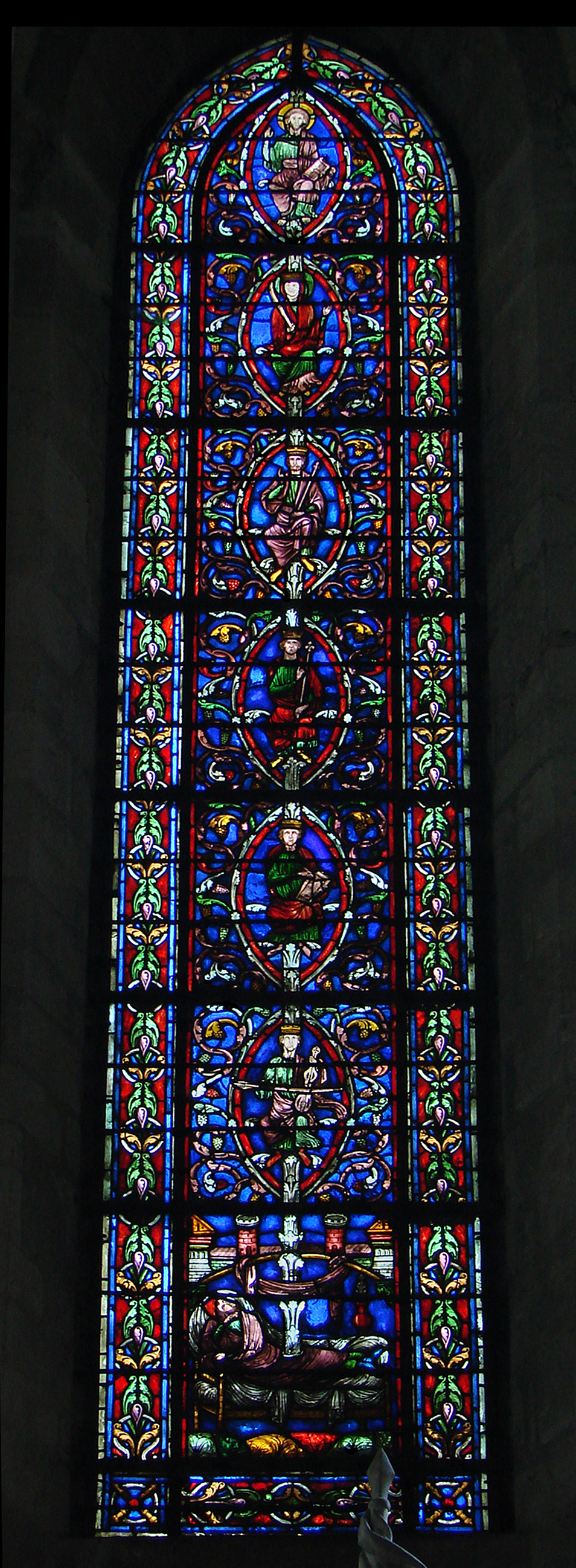
Arbre de Jessè a la catedral de Troyes

L'Arbre de Jessè és l'arbre genealògic de Crist, a partir de Jessè, pare del rei David. A l'Apocalipsi de Joan, Jesús afirma: Jo sóc l'arrel i el rebrot de David.
El nom de Jessè és un doblet hel·lenístic del d'Isaïes, el qual també és conegut com a Ishai. Tant Mateu com Lluc parteixen de David per arribar a Josep de Natzaret, encara que alguns pensen que la genealogia de Mateu seria en realitat la de Maria.
El Nou Testament dona suport així la profecia d'Isaïes: Sortirà un plançó del tronc de Jessè, i un plançó de les seves arrels brollarà (Is. 11, 1). L'arbre de Jessè s'ha representat en la cultura cristiana en nombroses ocasions, (per exemple ho fa Absolon Stumme en el seu quadre L'arbre de Jessè) identificant també amb l'arbre de la vida del Gènesi.
En la iconografia mariana s'ha utilitzat com a representació de la Immaculada Concepció abans que fos acceptat com a dogma de l'Església. A partir del segle XII ja era freqüent la composició plàstica de l’Arbre de Jessé fent al·lusió a la Immaculada Concepció en interpretar-se que l’Arbre de Jessé era una imatge de l'estirp dels reis de Judà, del qual sorgí la Mare de Déu sense màcula com un gran lliri blanc. Aquesta simbologia perdurà en l’art fins al Renaixement i desapareix amb la Reforma, quan ja a la Puríssima se la representava amb la imatge d'una jove.

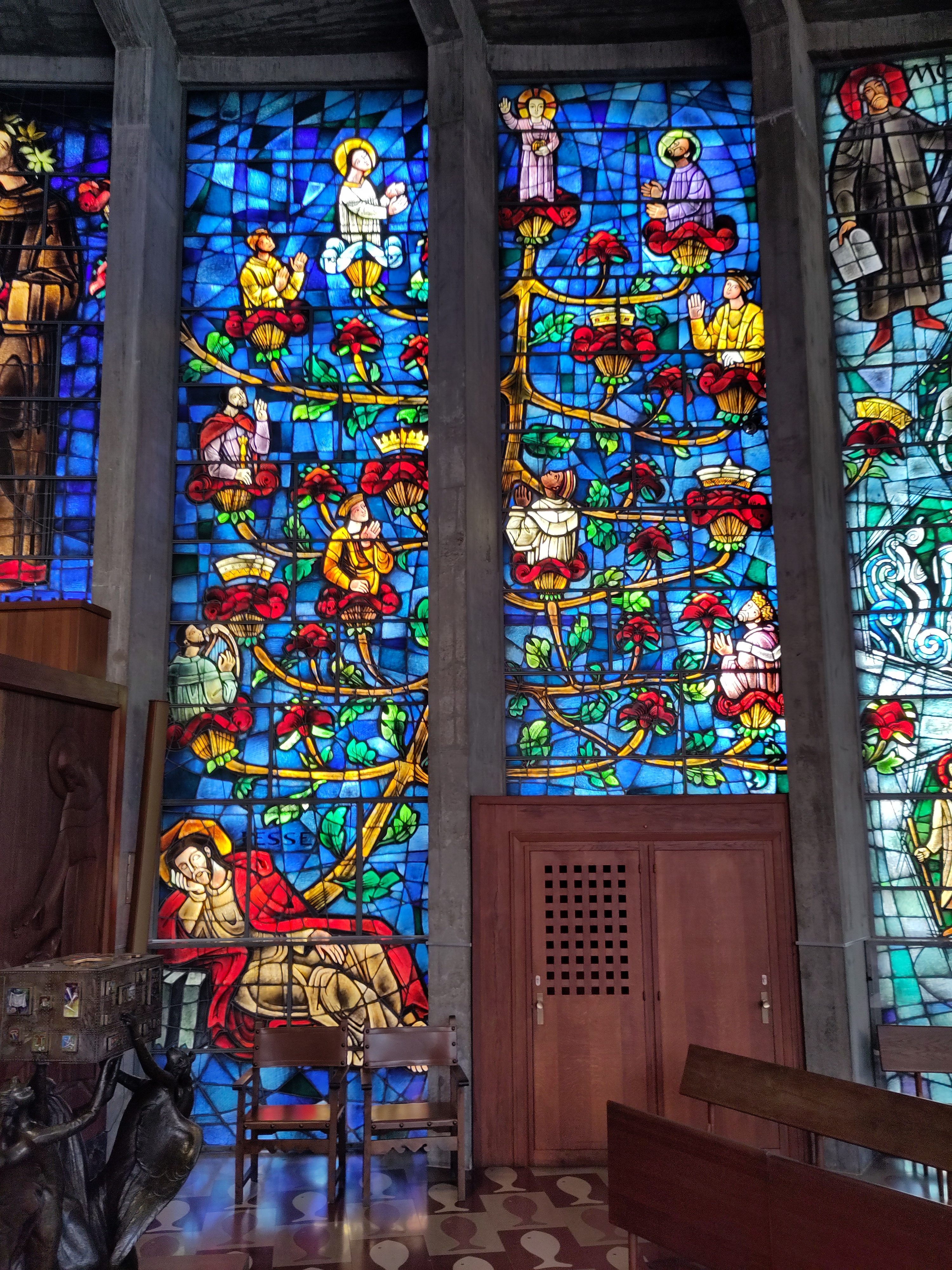
L'arbre de Jessè a l'església de la Porciúncula de Palma